# لایل، لایل، کروکودیل (فیلم)
لایل، لایل، کروکودیل (انگلیسی: Lyle, Lyle, Crocodile) یک فیلم کمدی-موزیکال آمریکایی محصول سال ۲۰۲۲ به کارگردانی ویل اسپک و جاش گوردون بر اساس فیلمنامه‌ای از ویلیام دیویس است. این فیلم که توسط کلمبیا پیکچرز، اِگِل پیکچرز و تی‌اس‌جی انترتینمنت تولید شده و توسط گروه سینمایی سونی پیکچرز توزیع شده است، اقتباسی از داستان کودکانه به همین نام و داستان قبلی آن خانه‌ای در خیابان ۸۸ شرقی توسط برنارد وابر است. در این فیلم شان مندز به‌عنوان شخصیت اصلی در کنار خاویر باردم، کنستانس وو، وینسلو فگلی، اسکوت مک‌نری و برت گلمن بازی می‌کند.
لایل، لایل، کروکودیل برای اولین‌بار در ای‌ام‌اس لینکولن اسکوئِر در نیویورک در ۲ اکتبر ۲۰۲۲ به نمایش درآمد و در ۷ اکتبر توسط کلمبیا پیکچرز در ایالات متحده منتشر شد. این فیلم به طور کلی نقدهای مثبتی از سوی منتقدان دریافت کرد که با تحسین از جلوه‌های بصری، بازی باردم و اجرای مندز برای خوانندگی در نقش لایل، ۱۱۰ میلیون دلار در سراسر جهان در مقابل بودجه ۵۰ میلیون دلاری فروش داشت.

## بازیگران
- خاویر باردم در نقش هکتور پی‌والنتی، صاحب کاریزماتیک لایل[۴]

- کنستانس وو در نقش خانم پریم، نامادری جاش و همسر آقای پریم که نویسندۀ کتاب آشپزی است.[۵]

- وینسلو فگلی در نقش جاش پریم، پسر آقا و خانم پریم و بهترین دوست لایل[۶]

- اسکوت مک‌نری در نقش آقای پریم، پدر جاش و همسر خانم پریم که معلم ریاضی است.[۷]

- برت گلمن در نقش آلیستر گرامپس، همسایه بدخلق خانوادۀ پریمز در طبقه پایین که از لایل کینه دارد.[۸]

- اگو نودیم در نقش کارول، کارمند مدرسه‌ای که آقای پریم در آن کار می‌کند.

- شان مندز در نقش صدای لایل، کروکودیل انسان‌نما که نمی‌تواند صحبت کند اما می‌تواند آواز بخواند.[۹]
  - بن پالاسیوس در نقش حرکات لایل[۱۰]

- لیریک هرد در نقش ترودی، دوست جاش از دوران مدرسه و عاشق که صاحب یک مار زنگی به نام مالفوی است.[۱۱]

## تولید
لایل، لایل، کروکودیل یک فیلم بلند اقتباسی از داستان کودکان به همین نام و پیش درآمد آن خانه‌ای در خیابان ۸۸ شرقی است که هر دو توسط برنارد وابر نوشته شده‌اند. هر دو کتاب قبلاً به عنوان یک انیمیشن ویژه اچ‌بی‌او در سال ۱۹۸۷ با عنوان لایل، لایل، کروکودیل: موزیکال – خانه‌ای در خیابان ۸۸ شرقی اقتباس شده بودند که موزیکال نیز بود. در ماه مه ۲۰۲۱ با فیلم‌سازی دو نفره ویل اسپک و جاش گوردون با فیلمنامه‌ای از ویلیام دیویس برای سونی پیکچرز اعلام شد. فیلمبرداری در نیویورک در سپتامبر ۲۰۲۱ انجام شد. مکان‌های قابل توجه فیلمبرداری عبارتند از: خیابان ۸۵، خیابان ۸۶، ایستگاه اَستور پَلِس و بوری، و برادوی، بین خیابان ۴۵ و خیابان ۴۶. جلوه‌های بصری توسط فریم‌اِستور، اُپسِس و دِی فور نایت مدیریت می‌شد.